# أحدوبة الزند
أحدوبة الزند (بالإنجليزية: Tuberosity of the ulna)‏ هو بروز خشن يقع عند التقاء السطح الأمامي السفلي للناتئ الإكليلاني مع الجزء الأمامي من جسم عظم الزند ، يرتكز فيها جزء من العضلة العضدية.
على الحافة الوحشية لأحدوبة الزند يتصل رباط : الحبل المائل لمفصل المرفق.

## وصلات خارجية
- درسٌ تشريحي حول lesson4bonesofarm&forearm مُعدٌ بواسطة ويسلي نورمان (جامعة جورجتاون).

## صور اضافية

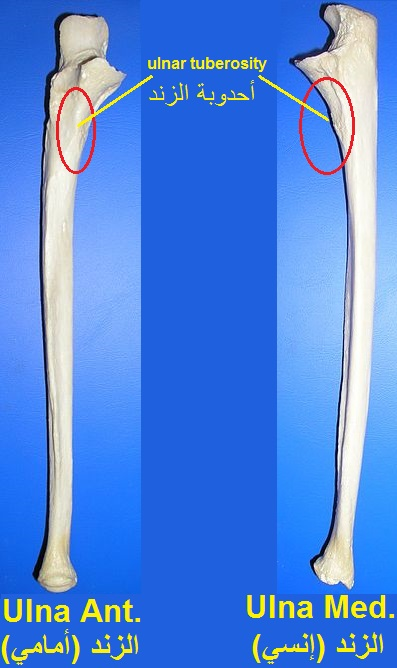
أحدوبة الزند.
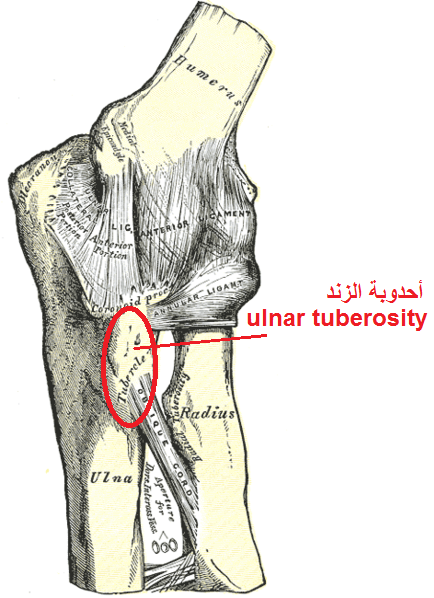
أحدوبة الزند.
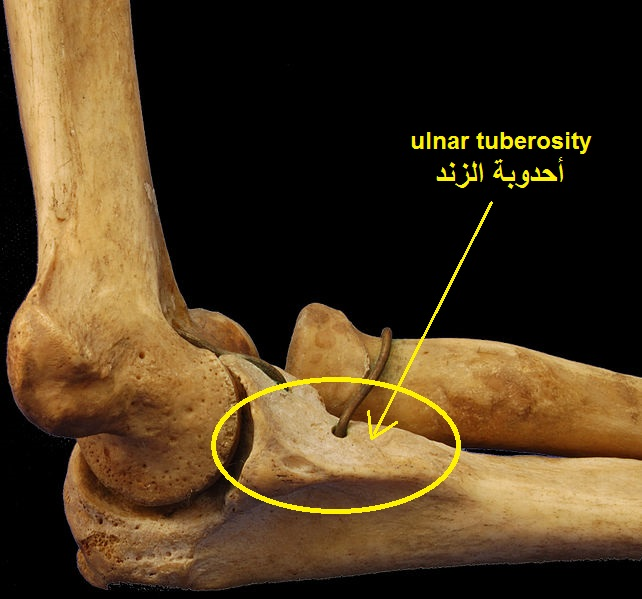
أحدوبة الزند.